# Dafang
Dafang (en chino, 大方; pinyin, Dàfāng) es un condado  bajo la administración directa de la Prefectura Bijie en la Provincia de Guizhou, República Popular China.  Su área es de 3500 km² y su población total para 2010 superó los 770 mil habitantes.

## Administración
Desde julio de 2020, el  Condado Dafang se divide en 40 pueblos que se administran en 6 subdistritos,  10 poblados, 6 villas y 18 villas étnicas. 